# گروه فورتینوا
گروه فورتینوا (انگلیسی: Fortenova Group) شرکت خوشه‌ای کروات است، که در سال ۲۰۱۹ تأسیس شد.